# جو فليتشير
جو فليتشير (بالإنجليزية: Jo Fletcher)‏ (31 ديسمبر 1980 في المملكة المتحدة - ) هي لاعبة كرة قدم أمريكية في مركز حراسة المرمى. شاركت مع منتخب إنجلترا لكرة القدم للسيدات. أما مع النوادي، فقد لعبت مع نادي ليفربول لكرة القدم للسيدات وOregon State Beavers ‏ وCharlton Athletic W.F.C. ‏ ونادي إيفرتون للسيدات وDoncaster Rovers Belles L.F.C. ‏ وNotts County Ladies F.C. ‏ وكنتاكي وايلدكاتس ‏ وTranmere Rovers L.F.C. ‏ وBirmingham City W.F.C. ‏.

## وصلات خارجية
- جو فليتشير على موقع قاعدة بيانات كرة القدم.إي يو (الإنجليزية)